# 卡里索萨
卡里索萨，是西班牙卡斯蒂利亚-拉曼恰雷阿尔城省的一个市镇。 总面积26平方公里，总人口1597人（2001年），人口密度61人/平方公里。